# سباستین بوسل
سباستین بوسل (انگلیسی: Sebastian Bösel؛ زادهٔ ۲۴ اکتبر ۱۹۹۴) بازیکن فوتبال اهل آلمان است.
از باشگاه‌هایی که در آن بازی کرده‌است می‌توان به باشگاه فوتبال بایرن مونیخ اشاره کرد.